# ويليام غيليناس
ويليام غيليناس هو لاعب هوكي جليد كندي، ولد في 14 يونيو 1993 في مدينة كيبك في كندا.

## وصلات خارجية
- ويليام غيليناس على موقع دوري الهوكي الوطني (الإنجليزية)
- ويليام غيليناس على موقع EliteProspects.com (الإنجليزية)
- ويليام غيليناس على موقع HockeyDB.com (الإنجليزية)